# 面片汤

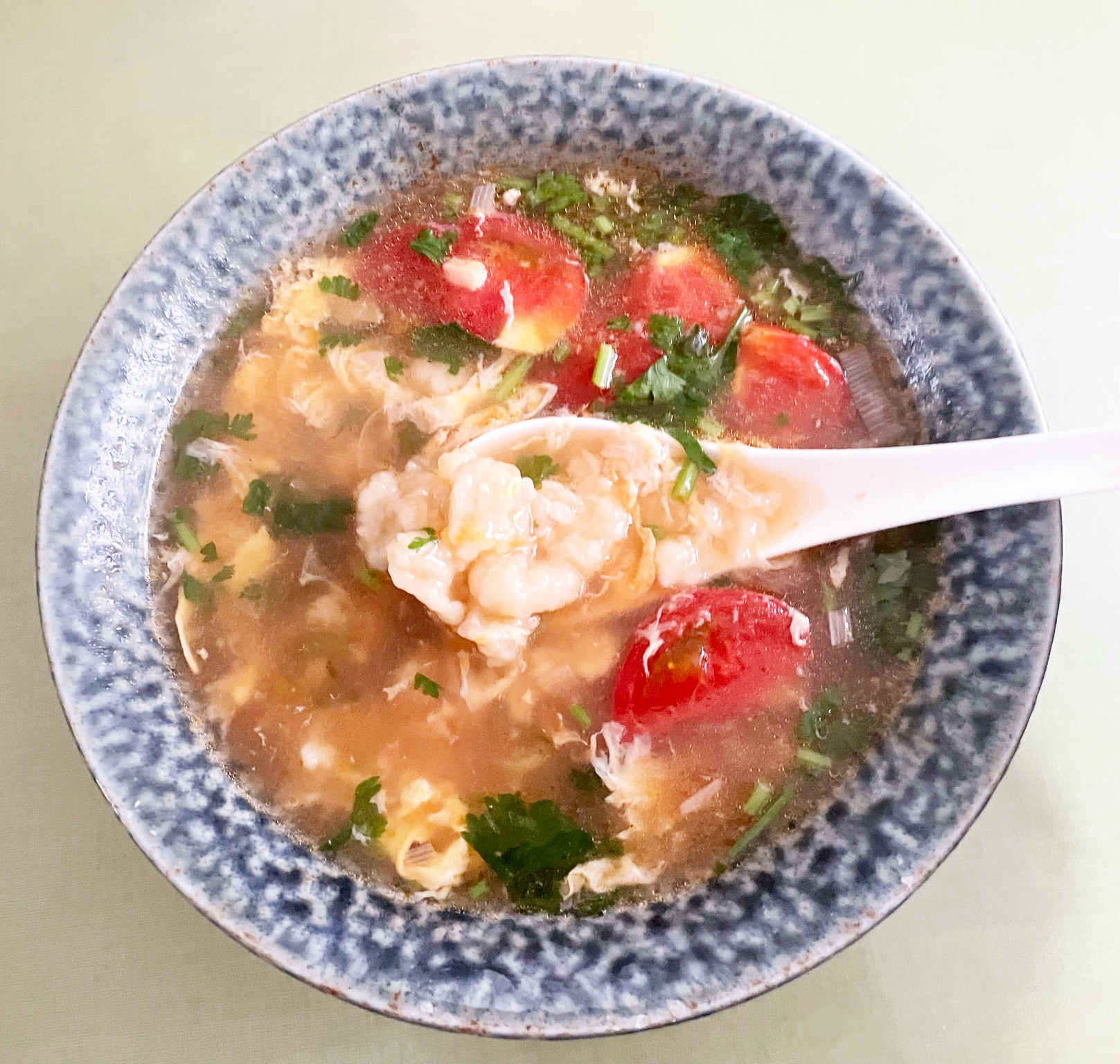
中国大陆的疙瘩汤

面片汤泛指以面片为主食的汤类食品。将发好的面擀成薄片,并切成数片块后放入水中煮熟食用。一般会在煮汤时放入各种调料（糖醋面片汤）、蔬菜（什锦面片汤）、鸡蛋（蕃茄鸡蛋面片汤）、鱼肉（羊肉面片汤）等做成卤汤，使其营养更为丰富，味道更加鲜美可口。面片汤因为相对容易消化又容易填饱肚子，通常作为家常晚餐食用。面片汤的制做比面条更简易方便，是中国北方家中最常见的食品之一。
在臺灣叫做麵疙瘩、麵猴，韓國也有麵片湯飲食，而義大利有玉棋。